# Igreja de Santa Maria da Graça (Lagos)
A Igreja de Santa Maria da Graça foi um edifício religioso na cidade de Lagos, em Portugal. Foi destruída no Sismo de 1755, não tendo sido reconstruída. Desta forma, a igreja matriz de Lagos passou a ser a de Igreja de Santa Maria.

## Descrição
O local onde se encontrava a igreja situa-se junto à rua e ao Largo de Santa Maria da Graça, no interior das muralhas de Lagos. Este local situa-se no alto de uma colina, em cuja vertente fica uma zona residencial conhecida como Núcleo Primitivo, que foi ocupada desde os períodos romano e islâmico. Estava situada no interior das muralhas de Lagos, junto a uma das entradas da povoação, que era conhecida como Porta da Vila ou de Santa Maria. Possuía um cemitério próprio, que continuou a ser utilizado após a destruição da igreja. O local está enquadrado na Zona de Protecção das Muralhas de Lagos, classificado como Monumento Nacional.
Segundo o historiador Manuel João Paulo Rocha, a igreja tinha uma torre, e várias capelas laterais, dedicadas a Nossa Senhora da Graça, ao Senhor Jesus, a Santo António e Nossa Senhora da Conceição.

## História

### Construção
Manuel João Paulo Rocha mencionou que no núcleo medieval de Lagos não existiam originalmente quaisquer igrejas, pelo que os moradores tinham de se deslocar a outras povoações para os ofícios religiosos, tendo alguns autores apontado a Igreja no Cabo de São Vicente, e outros a Capela de Nossa Senhora de Guadalupe, ambos no concelho de Vila do Bispo. Depois é que começaram a ser construídas algumas igrejas em Lagos, como de Nossa Senhora da Graça, que ficava fora das muralhas, e finalmente foi instalada a Igreja de Santa Maria da Graça. Num pergaminho pertencente à Igreja de Santa Maria, transcrito por João Paulo Rocha, afirma-se que «antigos letreiros que appareceram gravados em ulgumas [sic] pedras da nave do meio da igreja de Santa Maria, diziam que ella foi edificada no anno 1378, governando D. Fernando e sendo bispo de Silves D. Martinho, que depois foi arcebispo de Lisboa». Porém, João Paulo Rocha refere que na obra Antiguidades de Lagos e das suas igrejas foi indicado o ano de 1415 como data de edificação da igreja, e que lhe deram imediatamente curado. No entanto, a igreja poderá ser ainda mais antiga, uma vez que poderão existir referências à sua presença do século XIII.
Segundo Manuel João Paulo Rocha, a igreja, na sua configuração original, «não parecia ser perfeitamente concluida e com proporções dos nossos templos, porquanto a nave do meio era a unica que servia; as dos lados eram muito baixas», tendo pelo menos duas capelas laterais, dedicadas a Nossa Senhora da Graça e Santo António.

### Séculos XV a XVII
Um outro documento de grande interesse para a história do santuário foi o testamento de Pêro Jacques de Magalhães, elaborado em 1416 e estudado por João Paulo Rocha, onde afirmava que, ao criar o seu morgado, ordenara que fosse construída a «capella da Senhora da Graça, na igreja da Villa», e que caso não a conseguissse construir em vida, os seus herdeiros ficariam incumbidos de o fazer. Com efeito, Jacques de Magalhães faleceu em 1420, tendo a capela sido construída alguns anos depois. Também em 1420 o navegador Soeiro da Costa fez grandes obras na igreja, «levantando as naves lateraes, na occasião em que construiu uma capella na nave do evangelho, com a invocação do Senhor Jesus para lhe servir de sepultura e aos seus descendentes». De acordo com a obra Familias Nobres do Algarve, do Visconde de Sanches de Baena, citado por João Paulo Rocha, o nobre Vicente Simões tinha instituído «um morgado e capella da invocação de Nossa Senhora da Graça, na igreja matriz de Lagos», a favor da sua irmã Mór da Cunha, que estava casada com Rodrigo Gonçalves Batavias. Uma das filhas do casal, Ignez Gonçalves Batavias, casou com Estevam Rebello, que criou um morgado e ordenou a edificação de uma capela na Igreja de Santa Maria da Graça, dedicada a Santo António, e onde o casal terá sido sepultado. João Paulo Rocha refere igualmente que em 3 de Janeiro de 1419 Lourenço Dias foi autorizado a fundar nesta igreja uma irmandade do Senhor Jesus, «à qual foram concedidas muitas indulgencias». Um outro testamento que refere a igreja foi o do almoxarife Lourenço Estevens e da sua esposa Constança Afonso: «Mandámos fazer na capella-mór da igreja de Santa Maria d'esta villa um tabernaculo em que está consagrado, todos os dias, o Corpo de Nosso Senhor e, para estar honestamente como cumpre e é ordenado, mandamos que seja posta diante do mesmo tabernaculo uma lampada, que arda de noite e de dia, ficando o encargo de a manter aos administradores do hospital da rua de Lançarote de Freitas, que agora construimos dentro da Villa e mencionada rua» João Paulo Rocha refere igualmente que na posse de um particular estava a escritura original de doação do tabernáculo, datada de 18 de Dezembro de 1450.
Foi local de sepultura do Infante D. Henrique, que faleceu em 13 de Novembro de 1460, tendo os despojos mortais sido posteriormente transladados, primeiro para Silves e depois para o Mosteiro da Batalha.
João Paulo Rocha refere que 1496 o Bispo de Silves, D. João Camelo, criou um posto de prior nesta igreja, «com um rendimento annual de 10 pipas de mosto e 27 e ½ almudes e 4 moios de trigo com volta e rasa», e mais quatro «beneficiados ou raçoeiros», recebendo cada um rendimento de «4 pipas de vinho e dois moios de trigo». Em 1572 foi construída a capela-mor da igreja, enquanto que o adro foi instalado em 1633 por ordem do Conde do Prado, que então era Governador do Reino do Algarve. A torre também terá sido construída em 1633, como estava citado num letreiro naquela estrutura. Em data incerta foi construída mais uma capela lateral na igreja, por ordem de Pero Vaz Fagundes.
Entre os documentos referentes à igreja encontra-se um registo de baptismo de 1618, que prova que ainda mantinha a denominação original, e a classificação de matriz de Lagos: «Em o derradeiro dia do mez de novembro de 1618, n'esta igreja de Santa Maria da Graça, matriz da cidade de Lagos, baptisei Izabel».

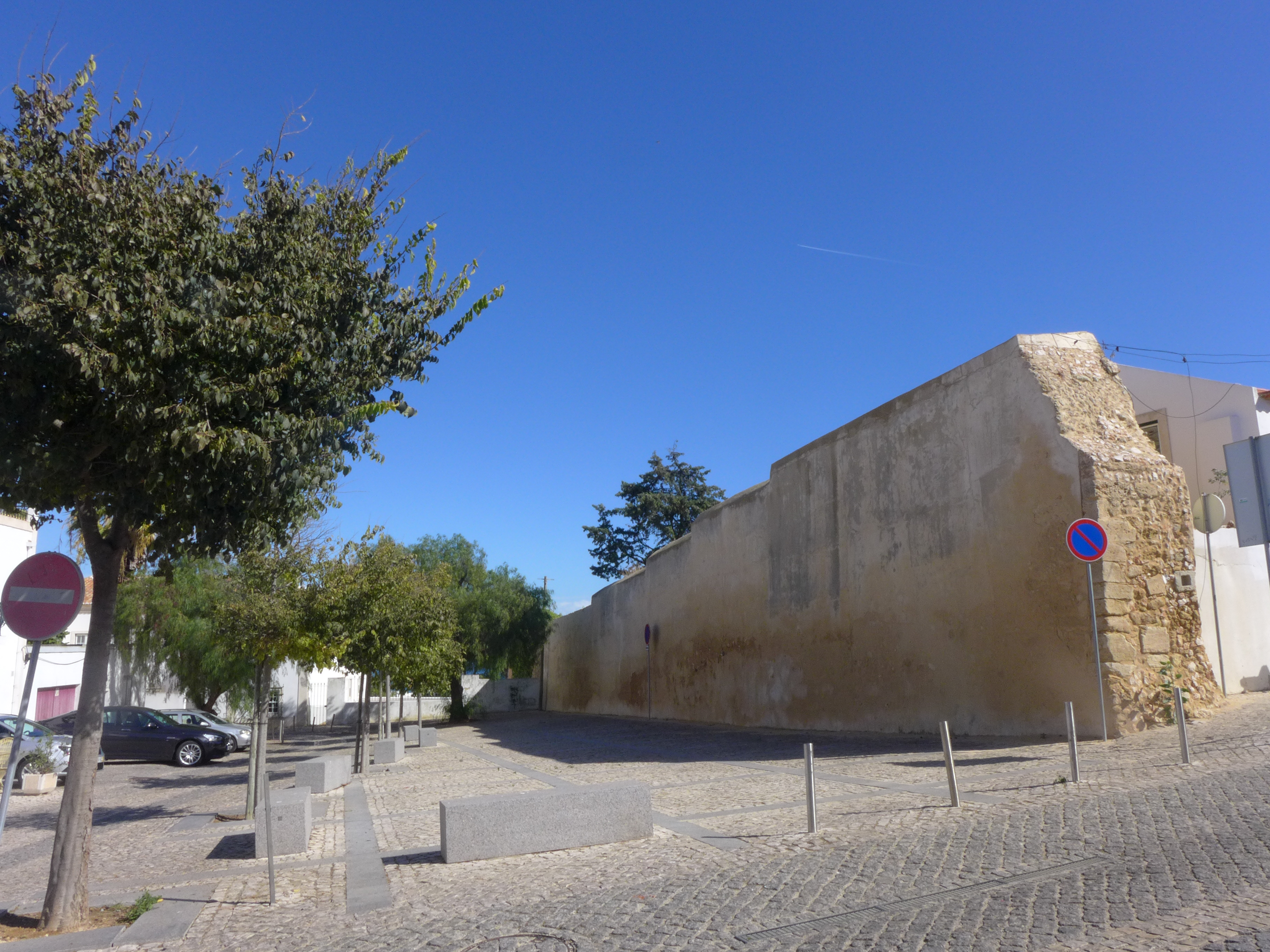
Largo de Santa Maria da Graça, em 2016. Este espaço estava originalmente ocupado pelo cemitério da igreja, que se situava à esquerda na fotografia.

### Destruição e conversão em cemitério
Foi totalmente destruída pelo Sismo de 1755, tendo Manuel João Paulo Rocha afirmado que nesse preciso momento estava a decorrer a Missa de Todos os Santos, pelo que o desmoronamento da igreja terá provocado um grande número de vítimas mortais. Refere igualmente que na igreja «existiam os cartorios antigos que ficaram confundidos nos entulhos por alguns annos, sendo consequencia d'isso a perda de muitos documentos». Segundo a biografia do bispo D. Francisco Gomes do Avelar, escrita por Ataíde Oliveira, o prelado visitou as ruínas da igreja e procurou obter meios para a sua reconstrução, mas sem sucesso. As obras chegaram a iniciar-se, tendo sido parcialmente erguidas algumas paredes. Porém, após a interrupção dos trabalhos, o espaço correspondente à igreja começou a ser utilizado igualmente como local de enterramentos.
Devido à destruição do santuário, a Igreja de Santa Maria, até então conhecida como Igreja da Misericórdia, passou a ser a matriz da cidade. O processo de transferência da categoria de igreja matriz para o antigo templo da Misericórdia foi descrito pelo lacobrigense Domingos de Mello na sua obra Memoria sobre a decadencia, e ruina a que se acha reduzida a Cidade de Lagos, e meio de arremediar escrita em 1821 e copiada pelo investigador Joaquim Negrão: «O Terramoto de 1755 que deixou por terra quasi todo o Lagos, arruinou e demolio inteiramente a Matriz e Freguesia de Santa Maria, e por este desastroso accidente, passou a Freguesia para a Igreja de Misericordia, que tem desempenhado estas funções: Nestas circunstancias, e supposta a transferiraõ do Hospital da Misericordia, póde a Igreja deste nome ficar servindo, como já está de perpetua Freguesia.». Domingos de Mello propôs igualmente que fosse instalado um cemitério no local da antiga igreja de Santa Maria da Graça, uma vez que nessa altura já se estavam a generalizar a prática de construir locais próprios para as inumações, fora das igrejas: «Tem sido adoptado em quasi todos os Paizes civilizados, a prohibiçaõ de se enterrarem os mortos nas Igrejas que servem de freguesias, destinando-se sempre para este fim, Cemiterios, ou fóra das Cidades, Villas, ou Povoações; ou em Arrabaldes onde gire hum ár livre. He bem facil de conhecer este passo politico, que todo tende á saude dos povos, que deve ser vigiada escrupulosamente. O arcebispo falecido Dom Francisco Gomes, principiou no Algarve a espalhar este bem; e ainda edificou, hum em Portimaõ, outro em Alagoa, e 3. em Faro: Porém Lagos como já disse havia afugentado todo o seu bem, e tudo quanto respirava a utilidade pública: Existe pois a Igreja Matriz de Santa Maria, que foi arruinada pelo Terramoto de 1755: achasse parte em meias paredes, e outra sem começo: A posiçaõ desta Igreja he hum dos flancos da Cidade, e edificada em huma altura, exposta a hum ár Iivre: Tem todas as proporções para se fazer hum Cerniterio, e até com bem pouco dispendio. Parecerá justissimo, que as beneficas intenções do Arcebispo falecida [sic]  sejaõ imitada pelo seu sucessor o actual Bispo mandando construir á custa da Mitro ou Cabido, necessário Edificio.».
Em 31 de Janeiro de 1867, a Câmara Municipal tomou posse do cemitério, e proibiu a realização de enterramentos neste local, ordenando que fossem feitos no cemitério de São Sebastião.
O local continuou a ser utilizado como cemitério até 1867, A presença do cemitério pode ser comprovada pelos vários vestígios de inumações encontrados no Largo de Santa Maria da Graça. O sítio onde estava o edifício da igreja em si foi depois ocupado por vários edifícios residenciais. Em 19 de Abril de 1893, a autarquia determinou a extinção do cemitério, com a demolição das meias paredes correspondentes ao abortado programa de reconstrução da igreja, devido às péssimas condições do local, e a progressiva vandalização das estruturas funerárias. João Paulo Rocha refere que durante os trabalhos de demolição foram encontradas várias peças de interesse, nomeadamente «pedras com caracteres desconhecidos, uma imagem de pedra, toscamente feita, representando Nossa Senhora com o Christo morto nos braços, e alguns azulejos luso-arabes».

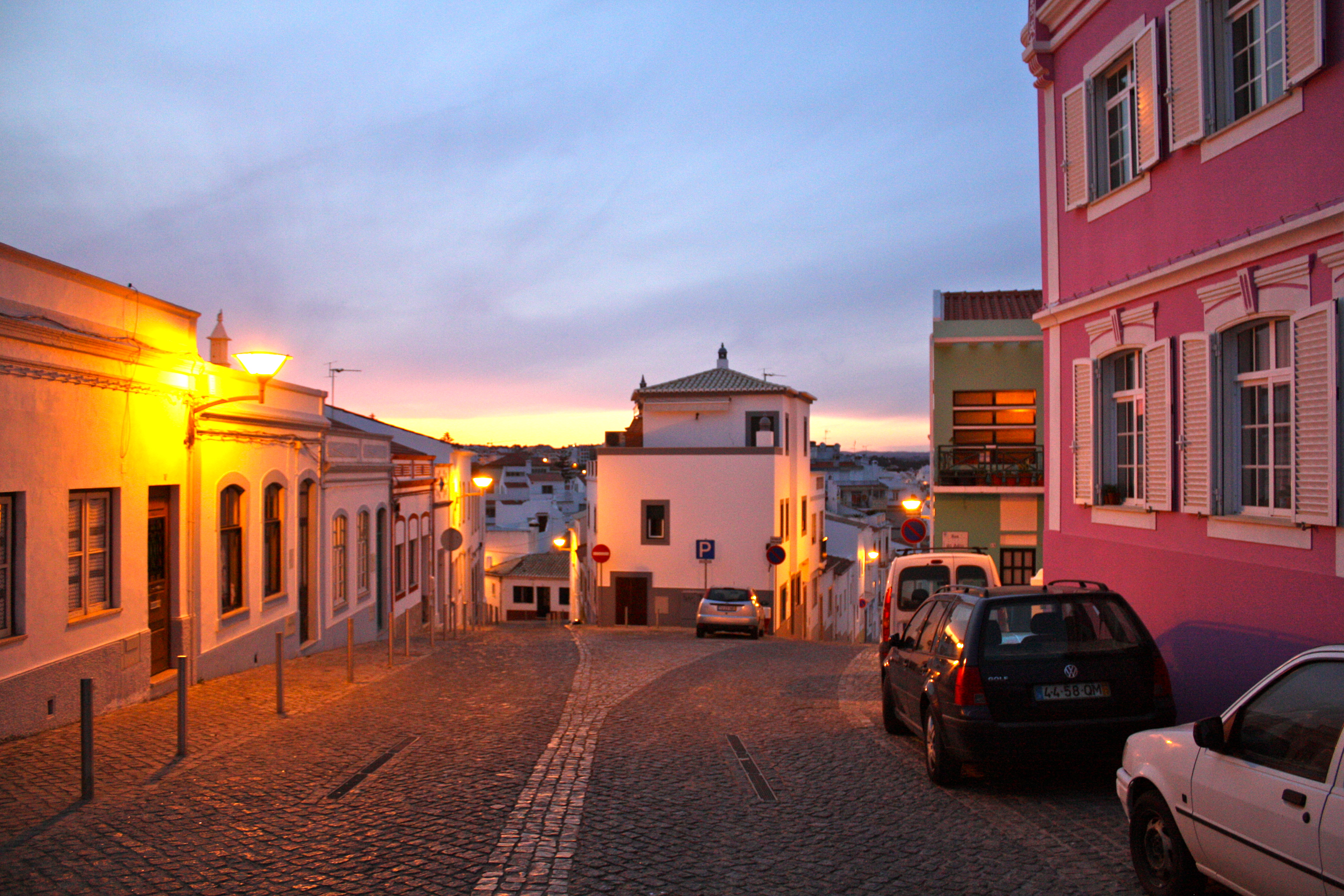
Confluência das Ruas de São José, 5 de Outubro e dos Bombeiros Voluntários, em 2009. O edifício em tons rosados à direita está situado no local da antiga Igreja de Santa Maria da Graça.

### Séculos XX e XXI
Em 1932, foi colocada uma placa comemorativa no local onde se erguia a igreja.
Em 2002 e 2003, foram feitas escavações arqueológicas no local, durante as quais foram encontrados os vestígios do antigo cemitério, como restos osteológicos humanos, pregos e tecidos de caixão, além de materiais de construção como azulejos e telhas. Em 2004 foi feita uma sondagem de diagnóstico no âmbito do programa POLIS, onde se constatou que o cemitério iria até junto da muralha, devido à presença de uma sepultura em cima da fossa de fundação daquela. Entre 2004 e 2005 teve lugar outra campanha de escavações no local, que foi dividido em vários sectores, onde foram identificadas estratigrafias distintas. Por exemplo, o sector VI identificou cinco fases, sendo a mais antiga desde o século XIV até meados do século XVI, seguindo-se uma camada correspondente ao sismo de 1755, devido às fendas abertas no substrato. A terceira fase refere-se a vestígios de obras que terão sido uma tentativa de reconstruir o edifício da igreja após o sismo, a quarta enquadra-se nos princípios do século XX, quando a zona foi adaptada para a viação pública após o encerramento do cemitério, e a quinta e última foi a instalação da calçada e de outras infra-estruturas no local. O sector MB foi divido em duas partes, tendo sido identificadas quatro fases estratigráficas na zona Sul, muito semelhantes aos do sector VI, faltando apenas a correspondente ao do sismo. No lado Norte foram encontrados apenas os restos de dois muros em taipa, provavelmente de construção recente. Por seu turno, o sector E mostrou uma grande complexidade do ponto de vista cronológico, com seis fases distintas: um nível sepulcral anterior à construção da cerca nova, outro que inclui o cabouco e outros vestígios da cerca medieval, um terceiro do período de instalação da Cerca Nova, um quarto que incorpora vestígios de uma lixeira fora dos muros que funcionou entre os séculos XVI e XVIII, enquanto que o quinto refere-se às obras de alargamento da Porta da Vila, e o sexto é do período contemporâneo. Durante as escavações também foram encontrados vestígios de duas outras lixeiras, uma dos séculos XVI a XVII e outra dos séculos XVII a XVIII.
Em 2005, foram feitas novas sondagens arqueológicas, no sentido de acompanhar a abertura de valas para a instalação de equipamentos, além de continuar o estudo do antigo cemitério e da evolução urbana nesta zona da cidade. Foi encontrada uma nova zona sepulcral anexa ao Largo de Santa Maria da Graça, incluindo na Rua do Adro, onde foram encontrados vestígios de dezasseis enterramentos, alguns incluindo ossários, que podem ter sido feitos no século XV, embora alguns sejam de meados do século seguinte. Também foram descobertos seis silos, escavados no substato geológico, e que encerravam materiais cerâmicos enquadrados entre os séculos XVI e XVII.
Também foi sondada a Rua da Porta da Vila, onde foram descobertos fragmentos de azulejo com pintura associada aos séculos XVI e XVII, que podem estar ligados à destruição da igreja em 1755, e à movimentação de terrenos causada por aquele sismo.